# 寧康
寧康（ねいこう）は、東晋の孝武帝司馬曜の治世に行われた最初の元号。
373年 - 375年。

## 出来事
- 寧康元年
  - 正月元日：即日改元。
  - 3月：桓温が建康に入朝して簒位を企てたが、謝安の制止に阻まれ辞める。
  - 7月14日：桓温死去。桓沖が跡を継いで西府軍を領す。
  - 11月：蜀の地を前秦に奪われる。
- 寧康2年
  - 9月：益州の張育が東晋に支援を求めたが、前秦により討ち取られる。
  - 11月26日：天門郡を襲った蜑賊が平定される。
- 寧康3年
  - 5月10日：謝安が桓沖から揚州刺史の職を譲り受ける。
- 寧康4年
  - 正月3日：「太元」と改元。

## 西暦・干支との対照表
| 寧康 | 元年  | 2年   | 3年   |
| 西暦 | 373年 | 374年 | 375年 |
| 干支 | 癸酉  | 甲戌  | 乙亥  |

## 他元号との対照表
| 寧康 | 元年   | 2年    | 3年    |
| 代   | 建国36 | 建国37 | 建国38 |
| 前涼 | 升平17 | 升平18 | 升平19 |
| 前秦 | 建元9  | 建元   | 建元11 |